# Sergio George
Sergio George est un pianiste et producteur/arrangeur de salsa né à New York en 1961. Il a travaillé pour de très grands artistes tels que Tito Puente, Oscar D'Leon, Orquesta De La Luz, Conjunto Classico, Tito Nieves, La India, Marc Anthony, Victor Manuelle, Jerry Rivera, Yolandita Monge, Frankie Negron, DLG, Charlie Cruz, Prince Royce, …

Il a été nommé comme meilleur producteur aux Latin Grammy Awards 2005.

## Liens
- Notices d'autorité :   - VIAF
- Ressources relatives à la musique :   - AllMusic
  - Discogs
  - MusicBrainz
- Ressource relative à l'audiovisuel :   - IMDb